# Géoinformatique
Cet article court présente un sujet plus développé dans : Géomatique.
La géoinformatique est un domaine scientifique qui relève principalement de l'informatique et de la géographie technique. Elle se concentre sur le développement d'applications, les structures de données spatiales et l'analyse d'objets et de phénomènes spatio-temporels liés à la surface et au sous-sol de la Terre et d'autres corps célestes. Ce domaine développe des logiciels et des services web pour modéliser et analyser les données spatiales, répondant ainsi aux besoins des géosciences et des disciplines scientifiques et d'ingénierie connexes. Le terme est souvent utilisé de manière interchangeable avec celui de géomatique, bien que les deux aient des objectifs distincts ; la géomatique met l'accent sur l'acquisition de connaissances spatiales et l'exploitation des systèmes d'information, et non sur leur développement. Différentes publications ont affirmé que cette discipline était de l'informatique pure, en dehors du domaine de la géographie.